# Rasseliste

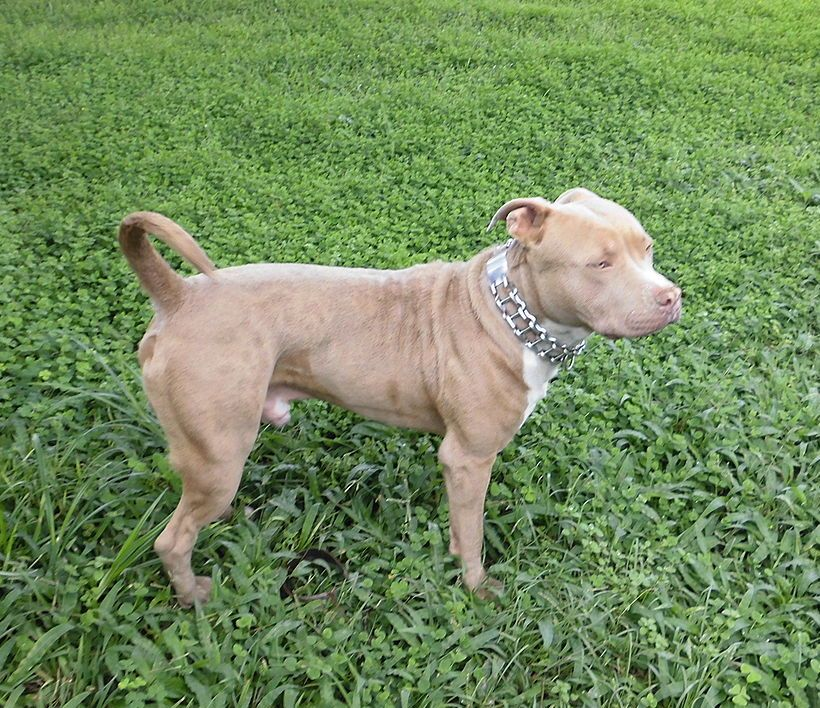
Der American Pit Bull Terrier gilt vom Gesetz her in vielen deutschen Bundesländern als gefährlich, der Import nach Deutschland ist verboten.

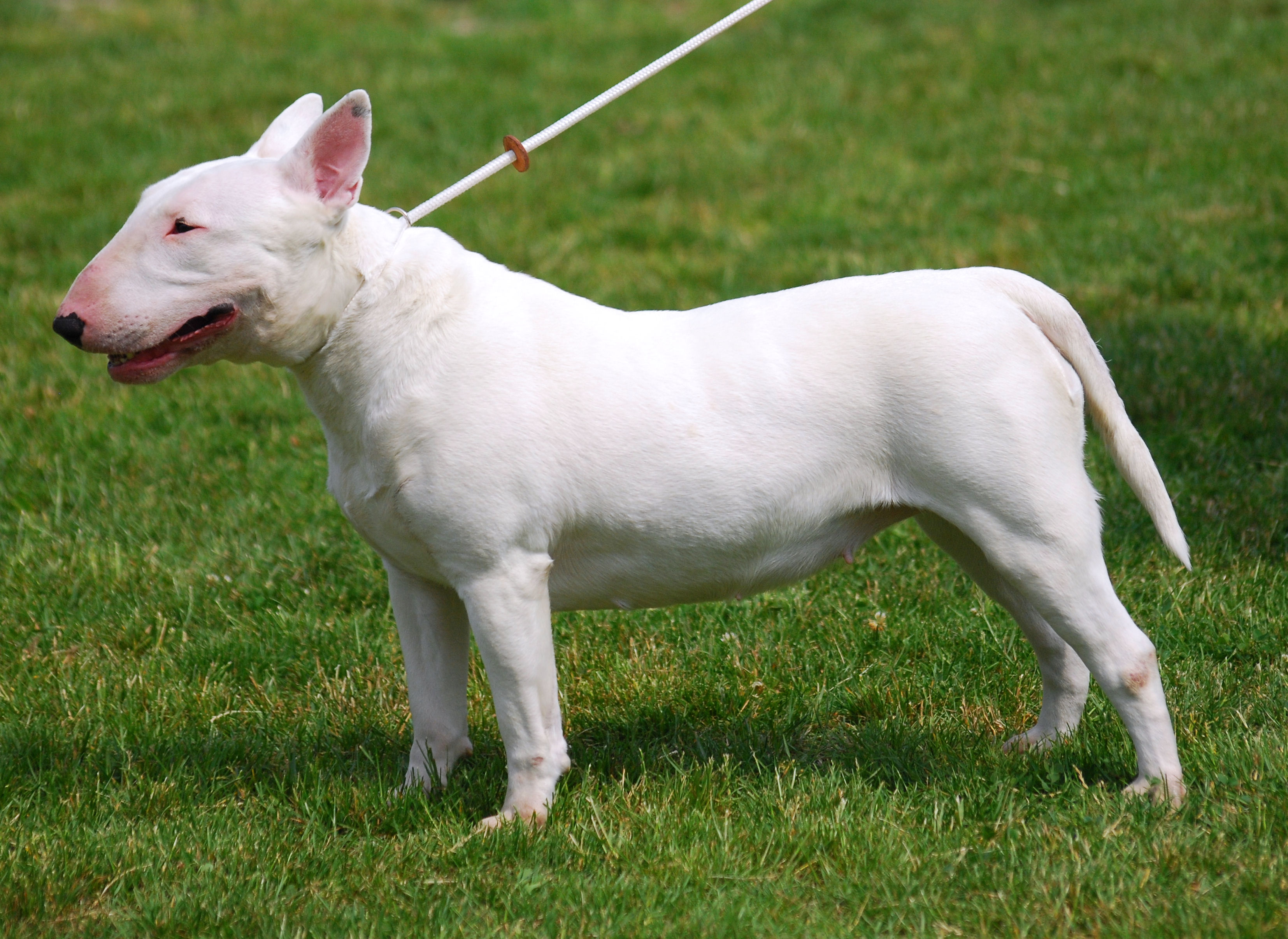
Ebenfalls in vielen deutschen Bundesländern in der Liste gefährlicher Hunde: der Bullterrier

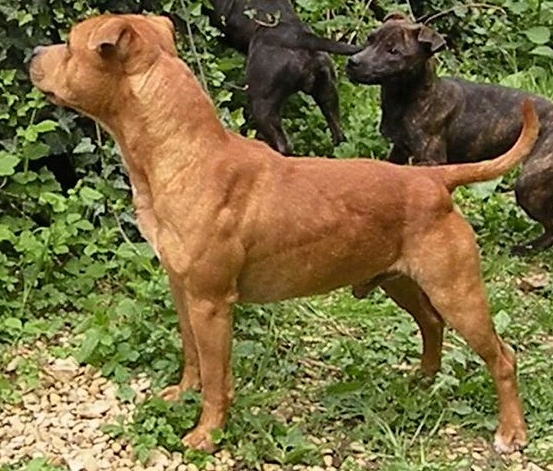
Der Staffordshire Bullterrier darf nicht nach Deutschland importiert werden

Eine Rasseliste ist im Kontext der Hundehaltung eine Liste von Hunderassen oder Hundetypen, die als gefährlich angesehen werden oder deren Gefährlichkeit vermutet wird (Kampfhunde, gefährliche Hunde). Von den Rasselisten erfasste Hunde werden als Listenhund bezeichnet; für ihre Haltung gelten verschiedene Einschränkungen, die sich je nach örtlichen Gegebenheiten unterscheiden können. Auch die Bezeichnung Anlagehund ist verbreitet und darauf zurückzuführen, dass Rasselisten teilweise in den Anlagen zu den entsprechenden Gesetzen oder Verordnungen veröffentlicht wurden.
Neben einem Verbot der Haltung sind auch Einschränkungen bei der Haltung möglich. Auf den Halter bezogen kann dies beispielsweise Volljährigkeit, Vorlage eines Führungszeugnisses oder die Pflicht zum Ablegen einer Sachkundeprüfung (umgangssprachlich Hundeführerschein) bedeuten. Bei der Haltung können weitere Sonderregelungen wie Leinenzwang, Maulkorbpflicht, Chippflicht, Versicherungspflicht, Genehmigungspflicht, Gebot der Unfruchtbarmachung, Pflicht zur sicheren Umzäunung des Besitzes, auf dem der Hund gehalten wird, oder Ablegen eines Wesenstests für Hunde vorgeschrieben sein.

## Geschichte

### Deutschland
Durch den Todesfall Volkan Kaya wurde im Jahr 2000 eine neuerliche Kampfhundediskussion entfacht. Es wurden national und international kontroverse und emotionale Debatten über das Thema geführt. In kürzester Zeit erließen alle Bundesländer jeweils unterschiedliche Hundeverordnungen. Gemeinsam war ihnen, dass sie durch Einschränkungen bei der Haltung bestimmter Hunderassen bzw. Hundetypen die Sicherheit der Bevölkerung vor Angriffen durch Hunde erhöhen sollten.
Als gefährliche Hunde benannt wurden dabei in der Regel die Rassen Staffordshire Bullterrier, American Staffordshire Terrier, American Pit Bull Terrier und Bullterrier, außerdem wurden häufig in einer zweiten Liste weitere Rassen aufgeführt wie Tosa Inu, Bullmastiff, Dogo Argentino, Bordeaux-Dogge, Fila Brasileiro, Mastín Español, Mastino Napoletano, Mastiff. Teilweise wurden definitorisch konturenlose und somit dem Bestimmtheitsgrundsatz zuwiderlaufende Begriffe wie Bandog oder Römischer Kampfhund (ugs. für mollossoide Hunderassen) gelistet.
Folgende Auflagen wurden Haltern dieser Hunde in der Regel gemacht:
- Nachweis der Zuverlässigkeit des Halters (polizeiliches Führungszeugnis),
- Nachweis der Befähigung des Halters (Sachkundenachweis (Hunde)),
- Zwang zum Tragen von Maulkorb und Leine für die Hunde in der Öffentlichkeit (Befreiung nach Wesenstest möglich)
- Wesenstest für Hunde
- Zugangsverbot bei öffentlichen Festen, in Freibädern, auf Spielplätzen (nicht jedes Bundesland)
- Sterilisation bzw. Kastration der Hunde (nicht jedes Bundesland)
- Kennzeichnung durch Tätowierung oder Mikrochip.
- In Hessen[3] sowie auch in Thüringen: Kennzeichnung aller Zugänge eines eingefriedeten Besitztums oder der Wohnung mit deutlich sichtbarem Warnschild in Signalfarbe (Hessen) mit der Aufschrift „Vorsicht Hund!“

Eine Ausnahme bildete Thüringen, das einerseits Hunde, die auf Angriffslust oder über das natürliche Maß hinausgehende Kampfbereitschaft oder Schärfe oder auf andere in der Wirkung gleichstehende Merkmale gezüchtet, ausgebildet oder abgerichtet sind, sowie generell als gefährliche Hunde solche Hunde definierte, die sich durch ihr Verhalten als gefährlich erwiesen haben.
Die Wesenstests sind nicht normiert. In einigen Bundesländern führte der bestandene Wesenstest zur Befreiung vom Maulkorbzwang, in anderen nicht. Viele Gemeinden erhöhten die Hundesteuer für Listenhunde drastisch, teilweise auf den zehn- bis zwanzigfachen Satz. Die Tierheime füllten sich mit hunderten von schwer vermittelbaren Tieren.
Folge der Verordnungen war eine Fülle von Klagen betroffener Hundehalter und -züchter, die bei den Oberverwaltungsgerichten beispielsweise von Schleswig-Holstein, Niedersachsen und Sachsen-Anhalt zum Erfolg führten. Die Hundeverordnungen wurden in Teilen oder ganz für nichtig erklärt, überwiegend mit der Begründung, dass so tiefreichende Eingriffe in die Rechte der Bürger nicht auf dem Verordnungswege zulässig seien. Einige Bundesländer erließen daraufhin Gesetze, andere verzichteten unter Berufung auf die ohnehin gültige allgemeine Gefahrenabwehrverordnung.
Am 12. April 2001 erließ der Deutsche Bundestag das Gesetz zur Bekämpfung gefährlicher Hunde, das zum einen die Einfuhr, zum anderen die Zucht von Hunden der Rassen American-Pit-Bull-Terrier, American-Staffordshire-Terrier, Staffordshire-Bullterrier, Bullterrier und deren Kreuzungen verbot.
Das Bundesverfassungsgericht entschied am 16. März 2004 über eine gegen dieses Gesetz gerichtete Verfassungsklage. Es erklärte das Importverbot für mit dem Grundgesetz vereinbar. Dagegen verstoße die Regelung zum Zuchtverbot gegen das Grundgesetz, weil es sich nicht um eine tierschutzrechtliche, sondern um eine der Gefahrenabwehr dienende Regelung handele, für die die Gesetzgebungskompetenz nicht beim Bund, sondern bei den Ländern liege. Artikel 1 des Gesetzes ist als Gesetz zur Beschränkung des Verbringens oder der Einfuhr gefährlicher Hunde in das Inland weiterhin in Kraft.

### Schweiz
Nachdem am 1. Dezember 2005 in Oberglatt im Kanton Zürich ein kleiner Junge von drei Pitbull-Terriern getötet wurde, nahmen die Legislativen des Bundes und der meisten Kantone Bemühungen auf, schärfere Halter- und Besitzregeln einzuführen. Die Boulevardzeitung Blick startete eine Petition für ein Kampfhundeverbot, welches von über 185.000 Schweizern unterzeichnet wurde. Der Bundesrat reagierte mit einer eigenen Vorlage, die im Bundesparlament allerdings keine Mehrheit fand, weshalb die bisherige kantonale Zuständigkeit unangetastet blieb.
Im Kanton Wallis ist seit 1. Januar 2006 die neue Anschaffung und Haltung von zwölf als gefährlich geltenden Hunderassen und deren Kreuzungen verboten (Pitbull-Terrier, American-Staffordshire-Terrier, Staffordshire-Bullterrier, Bullterrier, Dobermann, argentinische Dogge, Fila Brasileiro, Rottweiler, Mastiff, spanischer Mastiff, Neapolitan Mastiff und Tosa). Für bereits gehaltene Hunde wurden Übergangsregelungen getroffen.
Im Kanton Zürich wurde aufgrund der Volksabstimmung vom 30. November 2008 die Haltung von Kampfhunden verboten. Unter dieses Verbot fallen American Staffordshire Terrier, Bullterrier, Staffordshire Bullterrier und American Pit Bull. Nach schweren Beissvorfällen im Jahr 2024 wurde auch der Rottweiler auf die Rassetypenliste II gesetzt. Seit dem 1. Januar 2025 sind die Zucht, der Erwerb und der Zuzug verboten.

## Regelung in Deutschland

### Rasseliste des Bundes
Das Hundeverbringungs- und -einfuhrbeschränkungsgesetz enthält eine Rasseliste mit Pitbull-Terrier, American-Staffordshire-Terrier, Staffordshire-Bullterrier und Bullterrier und schließt Kreuzungen mit diesen Rassen ein. Es ist verboten, solche Hunde nach Deutschland zu verbringen. Außerdem dürfen Hunde solcher Rassen, für die im Zielbundesland Gefährlichkeit vermutet wird, nicht in dieses Land eingeführt werden. Ausnahmen gelten unter anderem für Diensthunde, Blindenhunde, Behindertenbegleithunde und Rettungshunde, bei kurzzeitigen Aufenthalten (bis 4 Wochen) und bei Nachweis einer berechtigten Haltung im jeweiligen Land.

### Rasselisten der deutschen Länder
Viele deutsche Länder führen eine Rasseliste mit Hunderassen, die rassebedingt als gefährlich aufgeführt oder deren Gefährlichkeit vermutet wird. Für solche „Listenhunde“ gelten dann bestimmte Regelungen, für die in einigen Bundesländern noch einmal abgestuft zwei unterschiedlichen Kategorien gelten. Derzeit gelten in fünf Bundesländern abgestufte Rasselisten (1 und 2), in weiteren Bundesländern gilt je eine Rasseliste ohne Abstufungen. Niedersachsen hat sich gegen Rasselisten entschieden. Thüringen hatte bis zum 16. Juni 2011 die Auffassung vertreten, die Gefährlichkeit eines Hundes sei nicht an seiner Rasse festzumachen, dann eine Rasseliste beschlossen, die dann aber 2018 wieder abgeschafft wurde.
In den meisten Bundesländern kann ein Hund nach Bestehen eines Wesenstests von den Maßnahmen befreit werden, die für Listenhunde vorgeschrieben sind, in einigen Ländern gilt das nicht für alle Rassen.
Gegen einen individuell gefährlichen Hund konnten durch die zuständige Behörde schon vorher Maßnahmen ergriffen werden. Die vor dem Juli 2000 geltenden Hundeverordnungen boten die Rechtsgrundlage, aggressive Hunde wegnehmen oder andere Anordnungen treffen zu können. Es ist somit unabhängig von Rasselisten möglich, gegen aggressive und gefährliche Hunde Leinen- und Maulkorbzwang zu verhängen. Kritiker der Rasselisten stehen auf dem Standpunkt, durch den Wegfall von zeit- und personalaufwendigen – und aus ihrer Sicht unsinnigen – Maßnahmen gegen Listenhunde würden die Ämter wieder mehr Zeit finden, notwendige Maßnahmen gegen aggressive Hunde konsequenter durchzusetzen. Andererseits ist eine jeweilige Einzelfallprüfung personal- und zeitintensiver als die Kontrolle von Allgemeinverfügungen.
Die Bundesländer definieren, mit Ausnahme von Niedersachsen, Schleswig-Holstein und Thüringen, in ihren Hundegesetzen oder Hundeverordnungen verschiedene Hunderassen und deren Mischlinge als gefährlich oder nehmen Bezug auf die Liste in der bundesrechtlichen Regelung des Hundeverbringungs- und -einfuhrbeschränkungsgesetzes. In den Bundesländern Bayern und Baden-Württemberg wird der Begriff Kampfhund verwendet.
Die folgende Tabelle zeigt, welche Hunderassen in welchen Bundesländern Deutschlands als gefährlich gelten.
|                                                                                           | BW | BY | BE | BB | HB | HH | HE | MV | NI | NW | RP | SL | SN | ST | SH | TH |
| ----------------------------------------------------------------------------------------- | -- | -- | -- | -- | -- | -- | -- | -- | -- | -- | -- | -- | -- | -- | -- | -- |
| Alano Español (Alano)                                                                     |    | 2  |    |    |    |    |    |    |    | 2  |    |    |    |    |    |    |
| American Bulldog                                                                          |    | 2  |    |    |    |    | X  |    |    | 2  |    |    |    |    |    |    |
| (American) Pit Bull Terrier                                                               | 2  | 1  | X  |    | X  | 1  | X  |    |    | 1  | X  | X  | X  | X  |    |    |
| American Staffordshire Terrier                                                            | 2  | 1  | X  |    | X  | 1  | X  |    |    | 1  | X  | X  | X  | X  |    |    |
| Bandog                                                                                    |    | 1  |    |    |    |    |    |    |    |    |    |    |    |    |    |    |
| Bullmastiff                                                                               | 2  | 2  |    |    |    | 2  |    |    |    | 2  |    |    |    |    |    |    |
| Bullterrier                                                                               | 2  | 2  | X  |    | X  | 1  | X  |    |    | 1  |    |    | X  | X  |    |    |
| Cane Corso Italiano                                                                       |    | 2  |    |    |    |    |    |    |    |    |    |    |    |    |    |    |
| Dogo Argentino (dt. Argentinische Dogge)                                                  | 2  | 2  |    |    |    | 2  | X  |    |    | 2  |    |    |    |    |    |    |
| Dogue de Bordeaux (dt. Bordeauxdogge)                                                     | 2  | 2  |    |    |    | 2  |    |    |    |    |    |    |    |    |    |    |
| Fila Brasileiro                                                                           | 2  | 2  |    |    |    | 2  | X  |    |    | 2  |    |    |    |    |    |    |
| Kangal-Hirtenhund                                                                         |    |    |    |    |    | 2  | X  |    |    |    |    |    |    |    |    |    |
| Kaukasischer Owtscharka                                                                   |    |    |    |    |    | 2  | X  |    |    |    |    |    |    |    |    |    |
| Mastiff                                                                                   | 2  | 2  |    |    |    | 2  |    |    |    | 2  |    |    |    |    |    |    |
| Mastín Español (dt. Spanischer Mastiff)                                                   | 2  | 2  |    |    |    | 2  |    |    |    | 2  |    |    |    |    |    |    |
| Mastino Napoletano (dt. Neapolitanischer Mastiff)                                         | 2  | 2  |    |    |    | 2  |    |    |    | 2  |    |    |    |    |    |    |
| Presa Canario (Dogo Canario dt. Kanarische Dogge)                                         |    | 2  |    |    |    |    |    |    |    |    |    |    |    |    |    |    |
| Presa Mallorquín, Perro Dogo Mallorquín (Ca de Bou, dt. wörtl. Stierhund; Mallorca-Dogge) |    | 2  |    |    |    |    |    |    |    |    |    |    |    |    |    |    |
| Rottweiler                                                                                |    | 2  |    |    |    | 2  | X  |    |    | 2  |    |    |    |    |    |    |
| Staffordshire Bullterrier                                                                 | 2  | 1  |    |    | X  | 1  | X  |    |    | 1  | X  | X  |    | X  |    |    |
| Tosa Inu                                                                                  | 2  | 1  |    |    |    | 2  |    |    |    | 2  |    |    |    |    |    |    |
|                                                                                           | BW | BY | BE | BB | HB | HH | HE | MV | NI | NW | RP | SL | SN | ST | SH | TH |

Legende:
grün: Rasse wird im Gesetz/der Vorschrift nicht erwähnt, rot: Rasse ist in einer Liste aufgeführt. Länderkürzel BW: Baden-Württemberg, BY: Bayern, BE: Berlin, BB: Brandenburg, HB: Bremen, HH: Hamburg, HE: Hessen, MV: Mecklenburg-Vorpommern, NI: Niedersachsen, NW: Nordrhein-Westfalen, RP: Rheinland-Pfalz, SL: Saarland, SN: Sachsen, ST: Sachsen-Anhalt, SH: Schleswig-Holstein, TH: Thüringen 
Erläuterungen
- 1: Die Hunderasse oder der Hundetyp werden als gefährlich aufgeführt.
- 2: Die Gefährlichkeit wird vermutet, kann aber widerlegt werden (Wesenstest).
- X: Die Hunderasse oder der Hundetyp ist als gefährlich aufgeführt, dieses Bundesland unterscheidet nicht zwischen Kategorie 1 und Kategorie 2. Die vorgenannten Kategorien werden in den Bundesländern unterschiedlich definiert.

*) Stand der jeweiligen Bearbeitungen:
- Baden-Württemberg: Die Polizeiverordnung des Innenministeriums und des Ministeriums Ländlicher Raum über das Halten gefährlicher Hunde vom 3. August 2000 ist berücksichtigt.
- Bayern: Berücksichtigt ist die Verordnung über Hunde mit gesteigerter Aggressivität und Gefährlichkeit vom 10. Juli 1992, „Stand: letzte berücksichtigte Änderung: § 1 Abs. 2 teilweise verfassungswidrig (Bek. BayVerfGH v. 15. Juli 2004 Vf. 1-VII-03, S. 351)“ (aktuell und zuletzt abgerufen am 12. Februar 2012)
- Berlin: Gefährliche-Hunde-Verordnung vom 22. August 2016
- Brandenburg: Berücksichtigt ist die Ordnungsbehördliche Verordnung über das Halten und Führen von Hunden (Hundehalterverordnung – HundehV) vom 25. Juni 2024.
- Mecklenburg-Vorpommern: Zum 23. Juli 2022 wurde die Rasseliste im Bundesland Mecklenburg-Vorpommern abgeschafft.
- Niedersachsen: Zuletzt berücksichtigt ist die Neufassung des Niedersächsischen Gesetzes über das Halten von Hunden vom 26. Mai 2011.
- Thüringen: Zuletzt berücksichtigt ist das Erste Gesetz zur Änderung des Thüringer Gesetzes zum Schutz der Bevölkerung vor Tiergefahren vom 12. Februar 2018[10]
- Schleswig-Holstein: „Gesetz über das Halten von Hunden“ (HundeG), 1. Januar 2016.[11] Rasselisten wurden abgeschafft.

### Einzelne Bundesländer, Besonderheiten

#### Baden-Württemberg
Baden-Württemberg hatte durch die baden-württembergische Polizeiverordnung über das Halten gefährlicher Hunde vom 28. August 1991 bereits eine Rasseliste, die Kampfhunde aufgrund ihrer Rassezugehörigkeit definierte. Der Verwaltungsgerichtshof Baden-Württemberg stellte 1992 fest, dass die Auswahl der als Kampfhunde geltenden Hunderassen gegen die Gleichheit vor dem Gesetz (Art 3 Abs 1 GG) verstieß, weil vergleichbare Hunde anderer Rassen nicht berücksichtigt waren.
Die Polizeiverordnung des Innenministeriums und des Ministeriums für Ländlichen Raum und Verbraucherschutz über das Halten gefährlicher Hunde Vom 3. August 2000 definiert in § 1 Kampfhunde als „Hunde, bei denen aufgrund rassespezifischer Merkmale, durch Zucht oder im Einzelfall wegen ihrer Haltung oder Ausbildung von einer gesteigerten Aggressivität und Gefährlichkeit gegenüber Menschen oder Tieren auszugehen ist.“
Sie schreibt zwei Rasselisten fest. Eine mit den Rassen American Staffordshire Terrier, Bullterrier und Pit Bull Terrier, bei denen bis zum Beweis des Gegenteils die Kampfhundeigenschaft vermutet wird. Eine zweite Liste enthält neun Rassen, bei denen die Kampfhundeigenschaft vorliegen kann, wenn Anhaltspunkte darauf hinweisen. Beide Listen beziehen sich sowohl auf Hunde der genannten Rassen als auch deren Kreuzungen untereinander oder mit anderen Hunden. Über die durch Rasselisten definierten Kampfhunde hinaus gibt es in § 2 Festlegungen zu gefährlichen Hunden, die keine Kampfhunde sind. Die Haltung von Kampfhunden ist erlaubnispflichtig. Außerdem wird für sie – bis auf Ausnahmen – Maulkorb- und Anleinpflicht festgelegt. Bei Zuwiderhandlung gegen die Polizeiverordnung können Bußgelder bis zu 25.565 € drohen.

#### Bayern
Der Freistaat Bayern hat bereits seit 1992 eine rassespezifische Hundeverordnung. Sie enthält Rasselisten für Kampfhunde, das „sind Hunde, bei denen auf Grund rassespezifischer Merkmale, Zucht oder Ausbildung von einer gesteigerten Aggressivität und Gefährlichkeit gegenüber Menschen oder Tieren auszugehen ist“. Hunderassen werden dort aufgeführt in:
- Kategorie 1: Die Eigenschaft als Kampfhund wird stets vermutet.
- Kategorie 2: Die Eigenschaft als Kampfhund wird vermutet, solange nicht für den einzelnen Hund ein entsprechender Negativnachweis geführt ist.

Die Haltung von Kampfhunden – ausgenommen Diensthunde – bedarf der Erlaubnis, die nur erteilt werden darf, wenn unter anderem ein berechtigtes Interesse an der Haltung nachgewiesen wird.
Bayern ist das Land mit der längsten Rasseliste. Zuletzt wurden am 4. September 2002 die Rassen Alano, American Bulldog, Cane Corso, Perro de Presa Canario (Dogo Canario), Perro de Presa Mallorquin und Rottweiler in die Liste der Kategorie 2 neu aufgenommen. Bei 18 der jetzt aufgeführten Namen handelt es sich um Hunderassen und einen Hundetypus. Der neunzehnte Eintrag „Bandog“ ist weder eine von der FCI anerkannte Hunderasse noch ein allgemein bekannter Hundetypus. Die bayerische Polizei beschreibt den Bandog „als große Version des Pit Bulls […] Der Bandog, wörtlich zu übersetzen mit dem Wort ‚Kettenhund‘, ist keine einheitliche Rasse. Mit diesem Begriff werden Hunde bezeichnet, die tagsüber angekettet und nachts zum Schutz von Grundstücken frei liefen.“ Die Stadt München beschreibt diesen Typus als „Kreuzungen großrahmiger Hunde (Schulterhöhe über 45 cm, Gewicht über 30 kg) mit hoher Aggressivität […]. Es besteht kein einheitliches äußeres Erscheinungsbild, die Farbschläge variieren.“
Kritiker sehen den Bestimmtheitsgrundsatz verletzt, da die Beschreibung zu wenig präzise sei. Bei den Angaben zur Ankettung und zur Aggressivität handle es sich nicht um rassespezifische Merkmale, sondern um Haltungsbedingungen, schlechte Erziehung und eventuell tierschutzwidrige Zuchtauswahl auf Aggressivität.

#### Berlin
Die Gefährliche-Hunde-Verordnung vom 22. August 2016 listet als gefährlich geltende Hunde Pitbull-Terrier, American-Staffordshire-Terrier, Bullterrier sowie Kreuzungen dieser untereinander oder mit anderen Hunden.
Bereits in dem zum 10. Oktober 2004 in Kraft getretenen Gesetz über das Halten von Hunden in Berlin waren die vorher in der Berliner Hundeverordnung gelisteten Rassen Staffordshire Bullterrier und Dogue de Bordeaux nicht mehr aufgeführt worden. Es hatte 10 Rassen als gefährlich festgelegt: Pit-Bull, American Staffordshire Terrier, Bullterrier, Tosa Inu, Bullmastiff, Dogo Argentino, Fila Brasileiro, Mastin Espanol, Mastino Napoletano, Mastiff.

#### Brandenburg
Brandenburg hat zum 1. Juli 2024 die zwei bisher geltenden Rasselisten abgeschafft. Damit dürfen nun alle Hunderassen ohne Einschränkungen gehalten und gezüchtet werden. Brandenburgs Ministerpräsident Dietmar Woidke begründete die Entscheidung damit, dass die Gefährlichkeit eines Hundes nicht an der Rasse, sondern am Verhalten festgelegt werden sollte. Damit wendet sich die Politik in Brandenburg von den im Jahr 2004 eingeführten Rasselisten rechtskräftig ab.

#### Mecklenburg-Vorpommern
Zum 23. Juli 2022 wurde die Rasseliste im Bundesland Mecklenburg-Vorpommern abgeschafft. Somit gilt kein Hund mehr nur aufgrund seiner Rassezugehörigkeit als gefährlich.

#### Niedersachsen
Im Sommer 2000 wurde die Niedersächsische Gefahrtierverordnung mit Rasseliste von allen Landtagsfraktionen gemeinsam beschlossen. Am 3. Juli 2002 entschied das Bundesverwaltungsgericht die komplette Hunderegelung in der Verordnung für nichtig zu erklären. Das Bundesverwaltungsgericht begründete die Entscheidung damit, dass zwar für bestimmte Hunderassen ein Verdacht bestehe, dass von ihnen erhöhte Gefahren ausgingen. Es sei jedoch in der Wissenschaft umstritten, welche Bedeutung diesem Faktor neben zahlreichen anderen Ursachen – Erziehung und Ausbildung des Hundes, Sachkunde und Eignung des Halters sowie situative Einflüsse – für die Auslösung von aggressivem Verhalten zukommt. Ein bloßer Gefahrenverdacht, auch als Besorgnispotenzial bezeichnet, rechtfertige kein Einschreiten auf der Grundlage der polizeilichen Generalermächtigung. Vielmehr müssten Eingriffe zum Zweck der Gefahrenvorsorge nach rechtsstaatlichen Grundsätzen in einem besonderen Gesetz vorgesehen sein. Ein derartiges Gesetz liege in Niedersachsen nicht vor.
Kurz danach wurde von der regierenden SPD die Vorlage für das Niedersächsische Hundegesetz eingebracht, die wiederum eine Rasseliste enthielt. Zu diesem Gesetzesvorhaben wurden im Landtag die vorgeschriebenen Anhörungen durchgeführt. Angehört wurden 20 Experten und Fachinstitutionen, davon sprachen sich 19 gegen Rasselisten aus, als einzige Institution sprach sich der Deutsche Kinderschutzbund dafür aus. Gegen die Rasseliste war auch der Arbeitskreis Tierschutz der SPD, der gegen den SPD-Minister stimmte. Mit einer Stimme Mehrheit wurde das Gesetz mit Rasseliste durch den Landtag beschlossen.
Die Rasselisten wurden nach der Landtagswahl vom 2. Februar 2003 und dem Regierungswechsel zur CDU wieder aus dem Hundegesetz gestrichen. Das Gesetz wurde 2011 wiederum neu gefasst. Auch diese Neufassung enthält keine Rasseliste. In der Begründung dazu heißt es: „In diesem Zusammenhang ist zu berücksichtigen, dass nach den vorliegenden Erkenntnissen das Verhalten des Hundehalters maßgeblichen Einfluss auf Art, Häufigkeit und Schwere eines Zwischenfalls mit Hunden hat. Die Erziehung und Ausbildung eines Hundes, die Sachkunde und Eignung des Halters sowie situative Einflüsse sind für die Auslösung von aggressivem Verhalten von wesentlicher Bedeutung. Hingegen ist die Einstufung eines Hundes als gesteigert aggressiv oder gefährlich, anknüpfend an die Zugehörigkeit zu einer bestimmten Hunderasse oder einem bestimmten Hundetyp, in Fachkreisen nach wie vor umstritten.“

#### Nordrhein-Westfalen
Das Landeshundegesetz von 2002 sah in § 22 eine Beobachtungs- und Prüfpflicht vor. Dazu werden im Bundesland Nordrhein-Westfalen Statistiken geführt, die zu einem späteren Zeitpunkt für die Entscheidung über die Zukunft der Rasseliste verwendet werden sollten. Die erhobenen Daten beziehen sich auf Beißvorfälle mit verletzten Menschen in NRW und zeigen den prozentualen Anteil der Hunderassen entsprechend ihrer Populationsstärke. Der § 22 wurde 2016 aufgehoben. Begründung dafür war, dass „die in dieser Vorschrift vorgesehene Evaluationspflicht des Gesetzes nach Ablauf von fünf Jahren durch Bericht der Landesregierung vom 19. November 2008 an den Landtag (Vorlage 14/2232) erfüllt worden ist.“ Aufgrund der Verpflichtung des Gesetzgebers durch das Bundesverfassungsgericht werden die Statistiken weiterhin geführt.

#### Sachsen-Anhalt
Der Landtag des Landes Sachsen-Anhalt hat am 11. Dezember 2008 nach mehrjähriger Beratung ein Gesetz zur Vorsorge gegen die von Hunden ausgehenden Gefahren beschlossen. Neben vielen rasseneutralen Vorschriften (Chippflicht, Versicherungs- und Registrierungspflicht) wurde auf den 1. März 2009 durch Verweis auf das Bundesgesetz eine Rasseliste eingeführt. § 2 Abs. 2 bestimmt
„Für Hunde, die gemäß § 2 Abs. 1 Satz 1 des Hundeverbringungs- und -einfuhrbeschränkungsgesetzes […] nicht in die Bundesrepublik Deutschland eingeführt oder verbracht werden dürfen, wird die Gefährlichkeit vermutet.“
Diese Hunde müssen einem Wesenstest unterzogen werden und unterliegen nach dessen Bestehen keinen besonderen Bestimmungen mehr. Ohne Nachweis eines bestandenen Wesenstests dürfen diese Hunde nicht gehalten werden. Es können Wesenstests aus anderen Ländern und Staaten als gleichwertig anerkannt werden.
Weitere Voraussetzungen für eine Haltungsgenehmigung sind Volljährigkeit, Zuverlässigkeit, persönliche Eignung und Sachkunde des Halters. Der Hund muss (ebenso wie alle anderen Hunde, die nach dem 1. März 2009 geboren werden) unveränderlich gekennzeichnet sein; sein Besitzer muss eine Haftpflichtversicherung abschließen. Es besteht keine Kastrationspflicht und kein Zuchtverbot.

#### Schleswig-Holstein
Am 1. Januar 2016 wurde das Gesetz zur Vorbeugung und Abwehr der von Hunden ausgehenden Gefahren (GefHG) durch das Gesetz über das Halten von Hunden (HundeG) abgelöst. Rasselisten wurden abgeschafft.

#### Thüringen
Im Februar 2018 trat das Erste Gesetz zur Änderung des Thüringer Gesetzes zum Schutz der Bevölkerung vor Tiergefahren in Kraft, mit dem die Rasseliste abgeschafft wird.
Thüringen hatte 2011 eine Rasseliste eingeführt. Sie war im Paragraphen 3 (2) im Thüringer Gesetz zum Schutz der Bevölkerung vor Tiergefahren. Vom 22. Juni 2011 festgeschrieben und legt gefährliche Hunde fest. Im Paragraphen 11 werden die Hunde dieser Rassen bezeichnet als „Hunde, deren Gefährlichkeit aufgrund genetischer Veranlagung unwiderlegbar vermutet wird“. Neben den aufgeführten Rassen sind alle Kreuzungen mit ihnen als gefährlich definiert, wobei als Kreuzung solche Hunde gelten, die einen entsprechenden Phänotyp haben. Im Zweifel liegt die Beweislast beim Hundehalter. Für das Halten eines als gefährlich eingestuften Hunds braucht man eine Erlaubnis, die unter anderem an einen Sachkundenachweis, die Zuverlässigkeit des Halters, eine elektronische Markierung und eine Haftpflichtversicherung gebunden ist. Ferner muss der Halter nachweisen, dass ein besonderer wissenschaftlicher oder beruflicher Bedarf für die Haltung des Tieres besteht, der durch Hunde anderer Rassen nicht angemessen befriedigt werden kann. Es gilt ein Zucht- und Handelsverbot für gefährliche Hunde. Hunde der im Gesetz aufgeführten Rassen müssen, sofern keine Ausnahmegenehmigung eingeholt wird, unfruchtbar gemacht werden.
Das Gesetz sah vor, dass neben den im Gesetz aufgeführten Rassen durch Rechtsverordnung Hunde weiterer Rassen sowie deren Kreuzungen als gefährlich bestimmt werden können. Dabei „dürfen nur solche Hunderassen sowie deren Kreuzungen als gefährlich bestimmt werden, bei denen die Vermutung besteht, dass ihre Gefährlichkeit für das Leben und die Gesundheit der Menschen und Tiere auf rassespezifische Merkmale wie Beißkraft, reißendes Beißverhalten und Kampfinstinkt zurückzuführen ist.“ Die Gefährlichkeit eines solchen Hundes kann im Einzelfall durch einen Wesenstest widerlegt werden, bei dem die Fähigkeit des Hundes zu sozialverträglichem Verhalten nachgewiesen wird. Das Innenministerium erklärte, dass eine Listung weiterer Rassen „vorerst nicht beabsichtigt“ sei.
Für Haltung und Führen gefährlicher Hunde regelt das Gesetz Bedingungen.

### Befürworter
Die Innenminister der Länder mit Rasselisten vertreten den Standpunkt, mit der Auflistung von Hunderassen würden gefährliche Hunde besser kontrollierbar und die Sicherheit der Bevölkerung vor Hundeangriffen würde erhöht. Ebenfalls befürwortet werden Rasselisten vom Deutschen Kinderschutzbund und vom Verein Deutsche Kinderhilfe.

### Kritik
Die Rasselisten werden von mehreren Institutionen abgelehnt und für nicht zweckdienlich gehalten, die wichtigsten davon sind:  Bundestierärztekammer,  Bundesverband praktizierender Tierärzte, Deutscher Tierschutzbund und Verband für das Deutsche Hundewesen.
Einige der Rasselisten wurden mit der Begründung erlassen, die Zahl der Hundeangriffe und die Zahl der getöteten Menschen sei in den letzten Jahren stark gestiegen. Die Medienberichterstattung behauptet oft Ähnliches. Hundebisse mit tödlichem Ausgang werden in Deutschland statistisch erfasst, Näheres dazu im entsprechenden Artikel.

### Urteil des Bundesverfassungsgerichts
Das Bundesverfassungsgericht hat sich anlässlich der Überprüfung des Hundeverbringungs- und -einfuhrbeschränkungsgesetzes in seinem Urteil vom 16. März 2004 auch mit der Frage der Verfassungsmäßigkeit von Rasselisten befasst. Es hat dabei deren Zulässigkeit grundsätzlich bejaht, gleichzeitig aber festgestellt, dass bei fehlender Bestätigung der Annahme der übermäßigen Beißhäufigkeit durch Listenhunde eine Änderung erfolgen muss.

„Allerdings muss der Bundesgesetzgeber die weitere Entwicklung beobachten. Die wissenschaftlichen Erkenntnisse über die Ursachen aggressiven Verhaltens von Hunden der verschiedenen Rassen und über das Zusammenwirken unterschiedlicher Ursachen sowie die tatsächlichen Annahmen des Gesetzgebers belassen noch erhebliche Unsicherheit. Es ist deshalb notwendig, die Gefährdungslage, die durch das Halten von Hunden entstehen kann, und die Ursachen dafür weiter im Blick zu behalten und insbesondere das Beißverhalten der von § 2 Abs. 1 Satz 1 HundVerbrEinfG erfassten Hunde künftig mehr noch als bisher zu überprüfen und zu bewerten. Wird dabei die prognostische Einschätzung der Gefährlichkeit dieser Hunde durch den Gesetzgeber nicht oder nicht in vollem Umfang bestätigt, wird er seine Regelung den neuen Erkenntnissen anpassen müssen.“

Hierbei wird dem Gesetzgeber freigestellt, diejenigen Hunderassen in die Liste mit aufzunehmen, die eine vergleichbare Beißhäufigkeit haben wie die bisher gelisteten Rassen oder die Rasseliste insgesamt abzuschaffen und andere Kriterien als die Rassezugehörigkeit (zum Beispiel Wesenstest oder Halterqualifikation) zu verwenden.

### Strafvorschriften
Verstöße werden mit einer Freiheitsstrafe von bis zu zwei Jahren oder einer Geldstrafe geahndet. Auch der Versuch, gefährliche Hunde nach Deutschland einzuführen, ist strafbar. Darüber hinaus können Hundehalter, die die erforderlichen Angaben nicht, nicht richtig, nicht vollständig oder nicht rechtzeitig machen, mit einem Bußgeld von bis zu 5.000 Euro belegt werden. Bei einer Straftat oder Ordnungswidrigkeit könne die Hunde eingezogen werden.

## Regelung in Österreich
Die gesetzliche Regelung zur Haltung von Hunden obliegt in Österreich den Bundesländern. Die Bundesländer Wien, Niederösterreich und Oberösterreich haben eigene Hundegesetze erschaffen. Salzburg, Tirol, Kärnten, Burgenland, Steiermark und Vorarlberg haben die entsprechenden Regelungen in die bestehenden Polizei- und Sicherheitsgesetze aufgenommen.
Spezifische Regelungen für bestimmte Hundetypen und Rassen wurden in Wien, Niederösterreich, Oberösterreich und Vorarlberg eingeführt. In Österreich werden die Begriffe Listenhund, Kampfhund, „hundeführscheinpflichtiger Hund“ und „Hund mit erhöhtem Gefährdungspotential“ in den entsprechenden Gesetzen und Verordnungen verwendet. In der österreichischen Alltagssprache und in den Medien findet der Überbegriff Kampfhund oder sogenannter Kampfhund (SoKa) häufig Verwendung. Die Bestimmungen gelten auch für Mischlinge mit diesen Rassen und Hundetypen.

### Einzelne Bundesländer
Wien: Seit dem Jahr 2006 gibt es in Wien einen Hundeführschein auf freiwilliger Basis für alle Hunde. Dessen Absolvierung befreit die Hundehalter und Hundehalterinnen von der Hundeabgabe für 1 Jahr. Für Hunde, die in der Wiener Gesetzgebung als „hundeführscheinpflichtige Hunde“ bezeichnet werden, ist der Hundeführschein seit dem 1. Juli 2011 verpflichtend. Der Verfassungsgerichtshof wies 2011 eine Klage dagegen ab.
„Jede Person, die einen mindestens 6 Monate alten Hund hält bzw. verwahrt, der bei unsachgemäßer Haltung bzw. Verwahrung ein erhöhtes Potential hat, Menschen oder Tiere zu verletzen, hat die positive Absolvierung der Hundeführscheinprüfung gemäß § 8 Abs. 8 zu erbringen.“
Nach Aufnahme eines Hundes muss die Hundehalterin bzw. der Hundehalter die Prüfung innerhalb von drei Monaten positiv absolvieren. Soll der Hund von einer anderen Person verwahrt werden, muss diese Person bereits die Hundeführscheinprüfung absolviert haben. Personen, die eine Hundeführscheinprüfung ablegen wollen müssen bestimmte Voraussetzungen erfüllen. Sie müssen zum Beispiel das 16. Lebensjahr vollendet haben und über die notwendige Verlässlichkeit (Auszug aus dem Strafregister) nachweisen. Damit eine Person mit einem Hund zur Prüfung antreten kann, muss dieser gechippt und in der Heimtierdatenbank registriert sein. Weiters muss ein Nachweis über die entrichteten Hundeabgabe und eine ausreichende Haftpflichtversicherung erbracht werden. Das Magistrat legt per Verordnung fest, welche Hunderassen und Hundetypen zu hundeführscheinpflichtigen Hunden zählen.
Vorarlberg: Das Halten gelisteter Hunde der „Vorarlberger Kampfhundeverordnung“ unterliegt seit 1992 einer Bewilligungspflicht. Zuständig ist der örtliche Bürgermeister bzw. die Bürgermeisterin.
Niederösterreich: 2023 wurde der „NÖ Hundepass“ eingeführt. Seit 1. Juni 2023 ist eine allgemeine Sachkunde für das Halten von Hunden und eine erweiterte Sachkunde für das Halten von Hunden mit erhöhtem Gefährdungspotential und von auffälligen Hunden, erforderlich. Die Hundeabgabe (Hundesteuer) wird von der jeweiligen Gemeinde eingehoben. In Wiener Neustadt werden zum Beispiel € 92,00 für Hunde mit erhöhtem Gefährdungspotenzial und auffällige Hunde, € 45,00 für Familienhunde und € 6,50 für Nutzhunde eingehoben.
Für gelistete Hunde wurde bereits 2010 ein strengeres Hundehaltegesetz eingeführt. Für die Haltung eines gelisteten Hundes war seither ein gesetzlicher Sachkundenachweis notwendig. 2011 wies der Verfassungsgerichtshof eine Klage gegen das NÖ Hundehaltegesetz ab, da „‚Kampfhunde‘ von anderen Menschen typischerweise als solche mit erhöhtem Gefährdungspotential wahrgenommen werden und daher besondere Maßnahmen erforderlich sind, um diesen anderen Menschen Vertrauen in das sichere und keine unzumutbaren Belästigungen verursachende Führen solcher Hunde an öffentlichen Orten zu verschaffen.“
Oberösterreich: Das Oberösterreichische Hundehaltegesetz regelt seit dem 1. Juli 2003 die Hundehaltung. Seit einer Novelle, die am 1. September 2022 in Kraft trat, müssen alle Hundehalter und Hundehalterinnen einen Sachkundenachweis, den Nachweis einer Haftpflichtversicherung mit Mindestdecksumme und den Nachweis der Registrierung in der Heimtierdatenbank erbringen. Seit einer Novelle, die am 1. Dezember 2024 in Kraft trat, müssen Hundehalter großer Hunde (§ 5) und potentiell gefährlicher Hunde (§ 6) zusätzlich zum Sachkundenachweis eine Alltagstauglichkeitsprüfung bestehen.
Bundesweit: Gemeinden können Leinen- und Maulkorbpflicht für einzelne Hunde oder Gebiete anordnen.
Die folgende Tabelle zeigt, welche Hunderassen bzw. Hundetypen in den jeweiligen Bundesländern als gefährliche Hunde gelistet werden, Stand Dezember 2024.
| Bundesland       | Gesetzliche Bezeichnung und Auflistung | Letzte Gesetzesänderung |
| ---------------- | --- | ----------------------- |
| Wien             | Hundeführscheinpflichtige Hunde: 1. American Staffordshire Terrier (Amstaff) 2. (American) Pit Bull Terrier 3. Bullterrier 4. Bullmastiff 5. Dogo Argentino (Argentinischer Mastiff) 6. Fila Brasileiro (Brasilianischer Mastiff) 7. Mastiff 8. Mastino Napoletano (Neapolitanischer Mastiff) 9. Mastín Español (Spanischer Mastiff) 10. Rottweiler 11. Staffordshire Bullterrier 12. Tosa Inu 13. Hunde aus Kreuzungen der genannten Rassen                                        | 2018                    |
| Vorarlberg       | Kampfhunde: 1. American Staffordshire Terrier (Amstaff) 2. (American) Pit Bull Terrier 3. Bullterrier 4. Bullmastiff 5. Bordeauxdogge 6. Dogo Argentino (Argentinischer Mastiff) 7. Fila Brasileiro (Brasilianischer Mastiff) 8. Mastiff 9. Mastino Napoletano (Neapolitanischer Mastiff) 10. Mastín Español (Spanischer Mastiff) 11. Ridgeback 12. Staffordshire Bullterrier 13. Tosa Inu 14. Kreuzung aus Bandog und Pitbullterrier 15. Hunde aus Kreuzungen der genannten Rassen | 1992                    |
| Oberösterreich   | Große Hunde: Hunde mit einer Widerristhöhe über 40 cm bzw. ein Gewicht über 20 kg. Potentiell gefährliche Hunde: 1. American Staffordshire Terrier (Amstaff) 2. (American) Pit Bull Terrier 3. Bullterrier 4. Dogo Argentino (Argentinischer Mastiff) 5. Staffordshire Bullterrier 6. Tosa Inu 7. Hunde aus Kreuzungen der genannten Rassen Unabhängig von Gewicht und Größe gelten für sie die Vorschriften für große Hunde.                                                       | 2024                    |
| Niederösterreich | Hunde mit erhöhtem Gefährdungspotential: 1. American Staffordshire Terrier (Amstaff) 2. (American) Pit Bull Terrier 3. Bandog 4. Bullterrier 5. Dogo Argentino (Argentinischer Mastiff) 6. Rottweiler 7. Staffordshire Bullterrier 8. Tosa Inu 9. Hunde aus Kreuzungen der genannten Rassen | 2023                    |

## Regelung in der Schweiz

### Geschichte

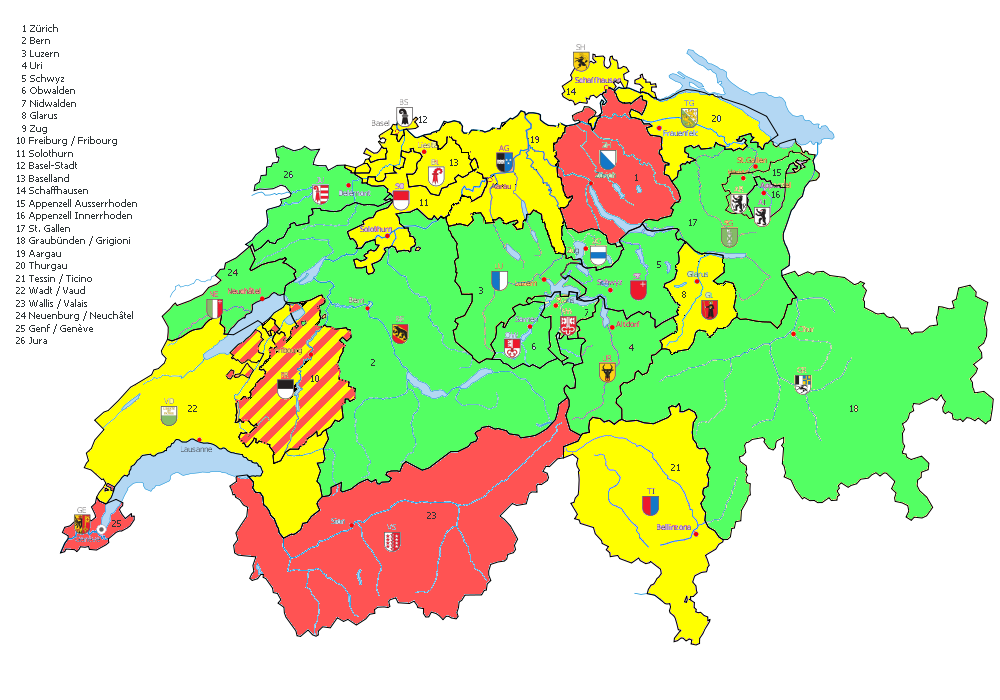
Rasselisten in der Schweiz, Stand April 2014. Grün: Keine Rasseliste; Rot: Rasseverbote; Rot/Gelb: Rasseverbote und bewilligungspflichtige Rassen; Gelb: bewilligungspflichtige Rassen

Als erster Kanton führte Basel-Landschaft auf den 1. Juli 2003 eine Rasseliste ein und verlangte darin für die Haltung von Listenhunden eine kantonale Bewilligung. Dagegen reichten 23 betroffene Hundehalter eine Klage ein. Am 17. November 2005 wies das Bundesgericht diese Klage ab und entschied, dass die Kantone grundsätzlich dazu berechtigt sind, eine Bewilligungspflicht für die Haltung bestimmter Hunderassen einzuführen.
Im Kanton Zürich kam es Anfang Dezember 2005 zu einem Beißangriff, bei dem Hunde vom Pitbull-Typ ein Kind töteten. Daraufhin organisierte die Boulevardzeitung Blick eine Petition zum Verbot von Pitbulls und deren Kreuzungen, die von 175.000 Schweizer Bürgern (rund 2 % der Bevölkerung) unterzeichnet wurde. Aufgrund des Zürcher Vorfalls wies das Eidgenössische Volkswirtschaftsdepartement das Bundesamt für Veterinärwesen an, Vorschriften für gesetzliche Bestimmungen über Maßnahmen gegen aggressive Hunde vorzubereiten.
Im Entwurfbzw. den Erläuterungen zur Neufassung des Schweizer Tierschutzgesetzes waren im neuen Artikel 31b Zucht-, Import-, Halte- und Handelsverbote für Hunde des Typs Pitbull und deren Kreuzungen, den im Wallis verbotenen Rassen sowie dem Cane Corso Italiano vorgesehen. Dieser Gesetzesentwurf scheiterte im Parlament; Nationalrat Heiner Studer (EVP/AG), der sich stark für die Einführung einer Rasseliste auf Bundesebene eingesetzt hatte, wurde 2007 abgewählt. Eine parlamentarische Initiative des ebenfalls 2007 abgewählten Nationalrats Pierre Kohler (CVP/JU), die eine bundesweit gültige Rasseliste eingeführt hätte, wurde im Dezember 2010 abgelehnt.
Da es somit keine bundesweiten Regelungen gibt, ist die Entscheidung über die Einführung einer Rasseliste und die Auswahl der gelisteten Rassen weiterhin Sache der Kantone. Als erster Kanton führte der Kanton Wallis bereits auf den 1. Januar 2006 eine kantonale Rasseliste ein, in der die Haltung gewisser Rassen verboten wurde. Das Bundesgericht bestätigte daraufhin im Frühling 2007, dass auch ein kantonales Verbot bestimmter Hunderassen nicht verfassungswidrig ist. Dieser Entscheid wurde Anfang 2010 bestätigt, als das Bundesgericht eine Klage der betroffenen Rasseclubs gegen die Hundeverbote im Kanton Zürich zurückwies und entschied, dass Rasseverbote den Grundsatz der Rechtsgleichheit nicht verletzen.

### Aktuelle Rasselisten
Von den 26 Kantonen und Halbkantonen haben 13 eine Rasseliste eingeführt. Kantone ohne Rasselisten sind beide Appenzell, Bern, Graubünden, Jura, Luzern, Neuenburg, St. Gallen, die Urkantone sowie Zug. Im Kanton Aargau wurde auf den 1. Mai 2012 eine Rasseliste eingeführt, ein Referendum gegen das entsprechende Gesetz war mit 75 % der Stimmen abgelehnt worden. Im Kanton Glarus hat die Landsgemeinde am 6. Mai 2012 die Einführung von Rasseverboten abgelehnt und die Exekutive beauftragt, eine Liste mit bewilligungspflichtigen Rassen zu erarbeiten. Diese trat auf 1. Januar 2014 in Kraft.
Insgesamt stehen 38 Hunderassen in mindestens einem Kanton auf der Rasseliste. Die längste Rasseliste besitzt der Kanton Tessin mit 30 Rassen; die kürzeste Rasseliste ist diejenige des Kantons Waadt mit drei Rassen. Die meisten Rassen verbietet der Kanton Genf, wo die Haltung von 15 Rassen verboten ist. Neben Genf kennen auch die Kantone Freiburg, Wallis und Zürich generelle Haltungsverbote für bestimmte Rassen; in allen anderen Kantonen ist die Haltung aller Listenhunderassen mit einer kantonalen Bewilligung möglich. Genf verlangt außerdem für alle Hunde über 25 kg eine Haltebewilligung, die an einen Wesenstest gebunden ist. In Zürich sind für alle Hunde über 16 kg und/oder 45 cm Schulterhöhe („Rassentyp I“) zusätzlich Erziehungskurse vorgeschrieben.
|                                | AG | BL | BS | FR | GE | GL | SH | SO | TG | TI | VD | VS | ZH |
| ------------------------------ | -- | -- | -- | -- | -- | -- | -- | -- | -- | -- | -- | -- | -- |
| American Bulldog               |    |    |    |    |    |    |    |    |    |    |    |    |    |
| American Pitbull Terrier       |    |    |    | X  | X  |    |    |    |    |    |    | X  | X  |
| American Staffordshire Terrier |    |    |    |    | X  |    |    |    |    |    |    | X  | X  |
| Anatolischer Hirtenhund        |    |    |    |    |    |    |    |    |    |    |    |    |    |
| Bandog                         |    |    |    |    |    |    |    |    |    |    |    |    | X  |
| Beauceron                      |    |    |    |    |    |    |    |    |    |    |    |    |    |
| Belgischer Schäferhund         |    |    |    |    |    |    |    |    |    |    |    |    |    |
| Boerboel                       |    |    |    |    | X  |    |    |    |    |    |    |    |    |
| Bullmastiff                    |    |    |    |    | X  |    |    |    |    |    |    |    |    |
| Bullterrier                    |    |    |    |    |    |    |    |    |    |    |    | X  | X  |
| Bullterrier (Miniatur)         | ?  | ?  |    | ?  |    | ?  | ?  | ?  | ?  | ?  |    | ?  |    |
| Cane Corso                     |    |    |    |    | X  |    |    |    |    |    |    |    |    |
| Deutsche Dogge                 |    |    |    |    |    |    |    |    |    |    |    |    |    |
| Deutscher Schäferhund          |    |    |    |    |    |    |    |    |    |    |    |    |    |
| Dobermann                      |    |    |    |    |    |    |    |    |    |    |    | X  |    |
| Dogo Argentino                 |    |    |    |    | X  |    |    |    |    |    |    | X  |    |
| Dogo Canario (Presa Canario)   |    |    |    |    | X  |    |    |    |    |    |    |    |    |
| Dogue de Bordeaux              |    |    |    |    | X  |    |    |    |    |    |    |    |    |
| Fila Brasileiro                |    |    |    |    | X  |    |    |    |    |    |    | X  |    |
| Holländischer Schäferhund      |    |    |    |    |    |    |    |    |    |    |    |    |    |
| Hovawart                       |    |    |    |    |    |    |    |    |    |    |    |    |    |
| Kaukasischer Owtscharka        |    |    |    |    |    |    |    |    |    |    |    |    |    |
| Komondor                       |    |    |    |    |    |    |    |    |    |    |    |    |    |
| Kuvasz                         |    |    |    |    |    |    |    |    |    |    |    |    |    |
| Mastiff                        |    |    |    |    | X  |    |    |    |    |    |    | X  |    |
| Mastín Español                 |    |    |    |    | X  |    |    |    |    |    |    | X  |    |
| Mastino Napoletano             |    |    |    |    | X  |    |    |    |    |    |    | X  |    |
| Rhodesian Ridgeback            |    |    |    |    |    |    |    |    |    |    |    |    |    |
| Rottweiler                     |    |    |    |    | X  |    |    |    |    |    |    | X  | X  |
| Šarplaninac                    |    |    |    |    |    |    |    |    |    |    |    |    |    |
| Staffordshire Bullterrier      |    |    |    |    |    |    |    |    |    |    |    | X  | X  |
| Südrussischer Owtscharka       |    |    |    |    |    |    |    |    |    |    |    |    |    |
| Tatra-Schäferhund              |    |    |    |    |    |    |    |    |    |    |    |    |    |
| Thai Ridgeback                 |    |    |    |    | X  |    |    |    |    |    |    |    |    |
| Tibet-Mastiff                  |    |    |    |    |    |    |    |    |    |    |    |    |    |
| Tosa Inu                       |    |    |    |    | X  |    |    |    |    |    |    | X  |    |
| Tschechoslowakischer Wolfhund  |    |    |    |    |    |    |    |    |    |    |    |    |    |
| Zentralasiatischer Owtscharka  |    |    |    |    |    |    |    |    |    |    |    |    |    |
| Kreuzungen aus Listenhunden    |    |    |    | X  | X  |    |    |    |    |    |    | X  | X  |
|                                | AG | BL | BS | FR | GE | GL | SH | SO | TG | TI | VD | VS | ZH |

Erläuterungen
- Grün: Keine Auflagen.
- Rot: Die Rasse wird als potentiell gefährlich betrachtet, Erwerb und Haltung sind mit kantonaler Bewilligung möglich. Die genauen Bedingungen für die Erteilung variieren je nach Kanton.
- X: Die Rasse wird als potentiell gefährlich betrachtet. Zucht, Erwerb, Einfuhr und Haltung sind verboten. Für bei der Einführung der Liste bereits vorhandene Hunde ist eine kantonale Bewilligung erforderlich. Neue Bewilligungen werden keine erteilt.
- ?: Es ist unklar, ob die Rasse als potentiell gefährlich betrachtet wird, eine explizite Aussage ist nicht getroffen.

## Regelung in Liechtenstein
Das Fürstentum Liechtenstein hat 2008 eine Liste mit potentiell gefährlichen Hunden eingeführt:
- American Staffordshire Terrier
- Bullterrier
- Cane Corso
- Dobermann
- Dogo Argentino
- Fila Brasileiro
- Mastiff
- Mastín Español
- Mastino Napoletano
- Dogo Canario (Presa Canario)
- Rottweiler
- Staffordshire Bullterrier
- Tosa
- Hunde des Typs Pitbull
- Kreuzungen aus Listenhunden

Listenhunde sind in Liechtenstein bewilligungspflichtig und müssen ab dem Alter von neun Monaten in der Öffentlichkeit angeleint und mit einem Maulkorb versehen werden, sofern sie keinen Wesenstest absolviert haben. Dieser Wesenstest wird in Liechtenstein „Sozialverträglichkeitsprüfung“ genannt.

## Regelungen in nicht deutschsprachigen Ländern
Weltweit existieren verschiedenste Rasselisten und gesetzliche Regelungen. In der englischsprachigen Fachliteratur hat sich dafür der Begriff Breed-specific legislation („rassespezifische Gesetzgebung“) etabliert. Rasselisten bestehen unter anderem auch in Großbritannien und Dänemark. Die Niederlande haben ihre Rasseliste wieder gestrichen.

### Großbritannien
In Großbritannien ist seit 1991 ein Dangerous Dog Act (Gefährliche-Hunde-Gesetz) in Kraft. Es verbietet die Zucht und den Besitz von Hunden, die zum Kämpfen gezüchtet wurden, legt Beschränkungen für Hunde fest, die eine ernste Gefahr für die Öffentlichkeit darstellen und regelt, dass Hunde unter Kontrolle gehalten werden.
Das Gesetz enthält neben der Beschreibung von Hunden über ihre jeweiligen Eigenschaften (beispielsweise Hunde zum Kämpfen) auch Rassen, für die von entsprechenden Eigenschaften ausgegangen wird. Gefährliche Hunde werden über einen bestimmten festgelegten Typus beschrieben.

### Dänemark
In Dänemark ist die Haltung, Zucht und Einfuhr der folgenden elf Hunderassen sowie deren Mischlinge verboten, wenn sie nach dem 17. März 2010 angeschafft wurden.
- American Bulldog
- American Staffordshire Terrier
- Boerboel
- Dogo Argentino
- Fila Brasileiro
- Kangal
- Kaukasischer Owtscharka
- Šarplaninac
- Südrussischer Owtscharka
- Tornjak
- Zentralasiatischer Owtscharka

Bereits vorher verboten waren die Rassen
- American Pit Bull Terrier
- Tosa,

für die daher die Anschaffungsfrist nicht gilt.
Entsprechende Nachweise hat der Hundehalter zu führen (Beweislastumkehr).
Diese Regelung gilt auch für Touristen, die sich in Dänemark aufhalten; die Durchfuhr ohne touristischen Aufenthalt ist dagegen erlaubt, solange der Hund das Auto (außer zum Versäubern) nicht verlässt.

### Frankreich
Frankreich verfügt als Einheitsstaat über eine im ganzen Land gültige Rasseliste, die Listenhunde in zwei Kategorien einteilt.

#### Hunde der Kategorie 1
Hunde der Kategorie 1 werden als „Kampfhunde“ (chiens d’attaque) bezeichnet. Bei ihnen handelt es sich per definitionem nicht um von der FCI bzw. der SCC anerkannte Rassen, sondern um Hunde ohne Papiere vom Typ Pitbull und Boerboel sowie um Hunde ohne Papiere, die dem Tosa ähneln.
Hunde der Kategorie 1 dürfen nicht nach Frankreich eingeführt werden, ihre Haltung ist im ganzen Land verboten. Für bei der Einführung der Rasseliste 2010 bereits in Frankreich lebende Hunde gelten Übergangsbestimmungen: Die Besitzer benötigen eine Haltebewilligung; ihre Hunde müssen kastriert werden und sind in der Öffentlichkeit anzuleinen und mit einem Maulkorb zu versehen. Der Zugang zum öffentlichen Verkehr, zu Restaurants und anderen Lokalen sowie der Aufenthalt im Gemeinschaftsbereich von Mehrfamilienhäusern sind verboten.

#### Hunde der Kategorie 2
Hunde der Kategorie 2 werden als „Wach- und Schutzhunde“ (chiens de garde et de défense) bezeichnet. Es sind Rassehunde mit von der FCI bzw. der SCC anerkannten Papieren, die zu den Rassen American Staffordshire Terrier, Staffordshire Bullterrier, Rottweiler und Tosa gehören, sowie Hunde ohne Papiere, die äußerlich dem Rottweiler ähneln.
Hunde der Kategorie 2 müssen in der Öffentlichkeit angeleint und mit einem Maulkorb versehen werden; der Hundeführer muss volljährig sein.

### Italien
In Italien bestand eine Liste von zuletzt 135 als gefährlich eingestuften Rassen. Diese wurde am 25. Mai 2009 wieder abgeschafft, seither gilt die „Ordinanza Martino“ vom 3. März 2009. Darin wird festgestellt, dass die bisherige Regelung die Anzahl von Vorfällen mit aggressiven Hunden nicht verringert hat und dass die wissenschaftliche Literatur belegt, dass aufgrund der Rassezugehörigkeit keine Voraussage des Auftretens aggressiven Verhaltens möglich ist. Neu wird ein Register von individuellen Hunden eingeführt, die durch aggressives Verhalten aufgefallen sind und deren Besitz strengen Einschränkungen unterliegt.

## Kritik
In vielen Ländern wurden die Verordnungen nach einzelnen Unfällen mit sogenannten Kampfhunden verabschiedet. Interessensverbände von Hundehaltern wie der VDH, auch Tierärzteverbände und Tierschutzvereine kritisieren, dass die Ausarbeitung und Verabschiedung unter dem Druck der Medien und oft in großer Eile stattfand, ohne zuvor den Rat von Experten wie Ethologen und Tierärzten einzuholen. Eine Reihe von Verordnungen mussten nach Urteilen der Verwaltungsgerichte aufgehoben oder überarbeitet werden.
Da die Zuständigkeit für entsprechende Gesetze und Verordnungen bei den Kommunen und Ländern (bzw. in der Schweiz bei den Kantonen) liegt, gibt es eine Vielzahl voneinander abweichender Regelungen. Dies kann unter Umständen schon beim Überschreiten der Grenze zwischen zwei Gemeinden dazu führen, dass ein Hundehalter aus Unkenntnis eine Ordnungswidrigkeit begeht, wenn die Gemeinden die Länge der Hundeleine oder die Leinenpflicht anders regeln.
Betroffene und Tierschutzvereine kritisieren außerdem, dass die Mehrzahl der Verordnungen ausschließlich auf Einschränkungen gegenüber Hundehaltern und nicht auf die artgerechte Haltung von Tieren im Sinne des Tierschutzes abzielt. Die von verschiedenen Tierschutzverbänden, Tierärzten und dem VDH vorgeschlagenen Maßnahmen wie Sachkundenachweis (Hunde) oder Hundeführerschein werden in den meisten gesetzlichen Regelungen nicht gefordert.
Die Befürworter der Hundeverordnung sagen: „Oberstes Ziel der Hundeverordnung ist und bleibt der Schutz des Lebens und der Gesundheit von Mensch und Tier vor gefährlichen Hunden“ (Senatorin Roth aus Hamburg). Dabei wird bei diesen Rassen eine erhöhte Aggressionsbereitschaft sowie besondere Körper- und Beißkraft angenommen.
Der Schutz von Leben und Gesundheit soll dabei kurzfristig durch die aufgeführten Auflagen und Einschränkungen bei der Hundehaltung erreicht werden, langfristig auch dadurch, dass die als Kampfhunde im engeren Sinne bezeichneten Rassen durch das bundesweite Importverbot im Gebiet der Bundesrepublik (bzw. durch eine einheitliche Gesetzgebung europaweit) verschwinden sollen.
Gegner der Rasselisten, darunter die Bundestierärztekammer, argumentieren, dass es keine aggressiven Hunderassen per se gebe, sondern die Gefährlichkeit eines Hundes nur im Einzelfall eingeschätzt werden könne. Insofern werde durch die Rasselisten der Bevölkerung eine Sicherheit „vorgegaukelt“ und es sei eine „pauschale Maßregelung von Hunden“ und Haltern. Sinnvoll sei es vielmehr, von jedem Hundehalter einen Befähigungsnachweis zu verlangen, da gefährliche Hunde nicht geboren, sondern von ihren Haltern erzogen würden. Zudem werden eine Haftpflichtversicherung und eine Kennzeichnung aller Hunde per Mikrochip gefordert.
Einen ähnlichen Standpunkt vertreten unter anderem die Kynologen Erik Zimen, Dorit Feddersen-Petersen und Günther Bloch. Auch Gutachten der Tierärztlichen Hochschule Hannover, des Instituts für Haustierkunde der Christian-Albrechts-Universität Kiel und der Veterinärmedizinischen Universität Wien kommen zu ähnlichen Schlüssen.

### Wissenschaftliche Erkenntnisse zur Frage rassespezifischer Gefährlichkeit
In diversen wissenschaftlichen Arbeiten konnten keine Hinweise dafür gefunden werden, dass die Rasse eines Hundes eine Voraussage über seine Gefährlichkeit ermöglicht. Ádám Miklósi, der die größte Forschungsgruppe zu Hundeverhalten in Europa leitet, weist darauf hin, dass zwar verschiedene demographische Erhebungen zur Epidemiologie von Hundebissen veröffentlicht wurden, Unterschiede in der Methodologie Vergleiche aber schwierig machen, und kommt zu dem Schluss, „dass es im Allgemeinen keine ‚gefährlichen‘ Rassen gibt.“ Stattdessen gibt es deutliche Zusammenhänge zwischen erhöhter Aggressivität und mangelnder Sachkunde des Hundehalters, falscher Einschätzung des Hundeverhaltens durch Halter sowie aversiven Ausbildungsmethoden.
Eine Untersuchung der Centers for Disease Control and Prevention, die tödliche Bissverletzungen durch Hunde in den USA zwischen 1979 und 1998 auswertete, kommt zum Schluss, dass Hunde vom Typ Pit Bull sowie Rottweiler zusammen mehr als die Hälfte aller Todesfälle durch Hundebisse verursachten.

### Auswirkungen von Rasselisten
Eine Studie in der kanadischen Provinz Manitoba, die Städte mit und ohne Rasseliste sowie Städte vor und nach der Einführung einer Rasseliste miteinander vergleicht, kommt zum Schluss, dass die Anzahl Hospitalisationen aufgrund von Hundebissen in Jurisdiktionen mit Rasseliste signifikant geringer ist als in solchen ohne und dass die Einführung einer Rasseliste zu einer signifikanten Abnahme solcher Hospitalisationen führt. Auch in der spanischen Region Katalonien sind Hospitalisationen durch Hundebisse nach der Einführung einer Rasseliste um 38 % zurückgegangen. Für Berlin sei, so Claudia Engfeld, Sprecherin des Senators für Justiz und Verbraucherschutz, laut Statistik die Anzahl der Bissvorfälle seit Einführung einer Berliner Rasseliste im Jahr 1999 von rund 300 pro Jahr auf aktuell 25 zurückgegangen (Stand Dezember 2013).

### Tierschützerische Aspekte
Einige Gesetze und Verordnungen sehen für gefährliche Hunde und Hunde, deren Gefährlichkeit vermutet wird, Leinen- und Maulkorbzwang vor. Aus tierschützerischer Sicht sind jedoch Leinen- und Maulkorbzwang abzulehnen, da sie dem Hund kein adäquates Sozialverhalten, insbesondere im Kontakt mit anderen Hunden, ermöglichen. Das Halten eines Hundes ohne die Möglichkeit zu freier Bewegung und Sozialkontakten kann seinerseits zu Verhaltensproblemen führen. Leinen- und Maulkorbzwang sind daher unter der Prämisse der Priorität der Gefahrenvermeidung vor dem Tierschutz nur bei solchen Hunden gerechtfertigt, die tatsächlich eine Gefahr darstellen. Ein Verhaltenstraining soll in solchen Fällen dazu verhelfen, dem Hund wieder ein tiergerechtes Leben zu ermöglichen.

### Juristische Einordnung in Deutschland durch das Bundesverfassungsgericht
In seiner Urteilsbegründung in dem Verfahren über die Verfassungsbeschwerde gegen das Gesetz zur Bekämpfung gefährlicher Hunde vom 12. April 2001 […] führte das Bundesverfassungsgericht am 16. März 2004 aus: „Spezielle Vorschriften zur Bewältigung von Gefahren, die auf das Vorhandensein gefährlicher Hunde und den Umgang mit ihnen zurückgeführt werden, gibt es im Bereich der Bundesländer seit Anfang der 1990er Jahre […] Zur Definition des Begriffs des gefährlichen Hundes ist dabei teilweise an die Zugehörigkeit zu bestimmten Rassen angeknüpft worden […]. Die Verfassungsgerichte der Länder und die Verwaltungsgerichte haben die Verfassungsmäßigkeit derartiger Regelungen unterschiedlich beurteilt […]. Das Bundesverwaltungsgericht hat inzwischen mehrfach entschieden, dass nach dem gegenwärtigen fachwissenschaftlichen Erkenntnisstand aus der Zugehörigkeit eines Hundes zu einer bestimmten Rasse nicht auf dessen Gefährlichkeit geschlossen werden könne. Allein auf die Rassezugehörigkeit gestützte Eingriffe in die Freiheit der Halter entsprechender Hunde könnten, da sie nicht der Gefahrenabwehr, sondern der Gefahrenvorsorge dienten, nicht auf der Grundlage der allgemeinen polizeirechtlichen Ermächtigungsnormen im Rechtsverordnungswege ergehen. Erforderlich sei vielmehr eine Entscheidung des parlamentarischen Gesetzgebers in einem besonderen Gesetz […]“